# Кандидатът
„Кандидатът“ (на английски: The Front Runner) е американска политическа драма от 2018 г. на режисьора Джейсън Райтман. Филмът е базиран на книгата All the Truth Is Out: The Week Politics Went Tabloid от Мат Бай, който е съсценарист с Рейтман и Джей Карсън. Във филма участват Хю Джакман, Вера Фармига, Джей Кей Симънс и Алфред Молина.